# Pafarrão
Pafarrão é uma aldeia do Concelho de Torres Novas.
Está situada no sopé da Serra d'Aire, no caminho entre Torres Novas e Fátima. Têm cerca de 100 habitantes que se dedicam a mesteres variados.
Pafarrão situa-se numa zona de micro-clima, influenciado pela presença da Serra d'Aire que impede que os ventos do nordoeste cheguem até à aldeia. Daí que a região esteja livre de geadas, o que a torna favorável à produção de laranja. Por ano, a zona do Pafarrão produz 500 toneladas de laranja da melhor qualidade, sendo a laranja do Pafarrão conhecida por ser muito doce e saborosa. A denominação de origem dar-lhe-ia mais visibilidade e atrairia novos mercados.

## Etimologia
Pafarrão – topónimo pré-romano, mais concretamente, Túrdulo.
Os Túrdulos juntamente com os Turdetanos e os Turones, eram clãs filiados no chamado povo Turtéssico, também escrito Tartéssico. A razão de ser desta mutação fonética ficou a dever-se à instabilidade articulatória então observável entre as vogais u e a. Anoto que os Turtéssicos, ou Tartéssicos, eram um povo emigrado da Ásia Menor nos finais do 2º milénio a. C., e princípios do 1º, que se estabeleceu no baixo Guadalquivir onde desenvolveu um florescente comércio, sobretudo de metais, designadamente o cobre e o estanho.
Com a derrota dos Focenses na batalha de Alália (535 a. C.) pelos Cartagineses, o denominado Império Tartéssico desmoronou-se, daí advindo a fuga dos Turdetanos e Túrdulos para o Ocidente Ibérico. Os primeiros estabeleceram-se no território hoje ocupado pelas províncias do Alentejo e Algarve; os segundos dirigiram-se para Norte, tendo-se fixado na mesopotâmia formada pelos rios Douro e Tejo. O escritor romano Plínio-o-Antigo, designava os Túrdulos pelo nome de Turduli Veteres, expressão latina que se traduz por “Túrdulos Antigos”.
Sob o ponto de vista linguístico os Túrdulos falavam um idioma que os linguistas apelidaram de aloródico, designação significativa de mistura idiomática, uma espécie de Esperanto do húngaro Zamennof, isto por conter palavras importantes de diversas origens designadamente Trácias, Frígias, Dóricas (um dialecto grego), Hititas, e Acádicas. Os 4 primeiros idiomas citados pertencem ao grupo Indo-Europeu, enquanto que o 5º tem origem Semita.
Segundo parece, o topónimo Pafarrão deixa-se analisar etimologicamente através da língua hitita. Para nomear o fogo, a fogueira, a lareira ou o lar, o hitita empregava a palavra pahhur (1). Os Dórios conquistadores da Ilha de Chipre, helenizaram aquele pahhur hitita no heterófono Paffos com o qual passaram a nomear um Larário – ou Santuário -, então existente no cimo de uma falésia da costa oriental cipriota. Dizem os mitólogos gregos que foi em Paffos que nasceu a deusa grega Afrodite, expressão teonímica que se traduz por “Deusa da Espuma”.
Para nomearem o falconídeo que para os antigos egípcios era tido como sendo filho de Rá, o deus-sol do panteão heliopolitano, isto é, o peregrino Horus entre nós apelidado de falcão, ou gavião, o hitita dispunha da elocução arranu que vamos encontrar o euscárico arrano com a acepção de “águia”. Ora como o lugar de Pafarrão foi edificado numa área de serra rochosa constituindo um conjunto que o “habitat” ideal para aquela espécie ornícola, os termos paffos e arranu chegaram até nós por via túrdula e sob a prosódia arcaica Paffarano, posteriormente Pafarrão, como é regra no nosso idioma. 

Lar do Falcão, é uma adequada designação para uma área onde a serra e a pedra abundam.